# コルビル岬
コルビル岬（コルビルみさき、英: Cape Colville）はニュージーランド北島、コロマンデル半島北端の岬である。テムズの北85km、オークランドからはハウラキ湾の対岸、北東70kmに位置する。
北には幅20kmのコルビル海峡をはさんでグレートバリア島がある。